# Oberhandenzhofen
Koordinaten: 48° 19′ N, 11° 15′ O
Oberhandenzhofen ist ein Ortsteil der Gemeinde Erdweg im Landkreis Dachau (Bayern).

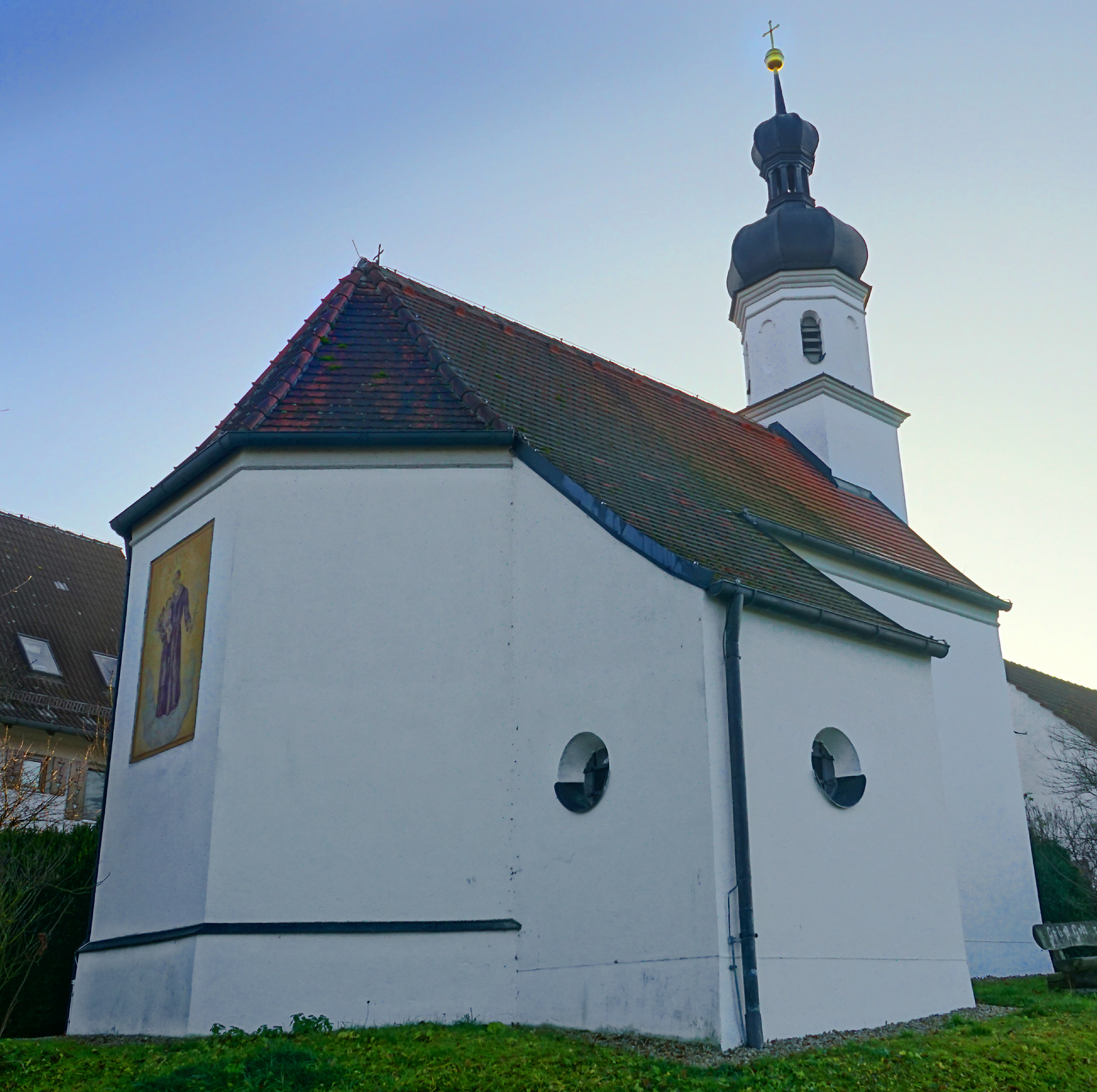
Kirche St. Antonius

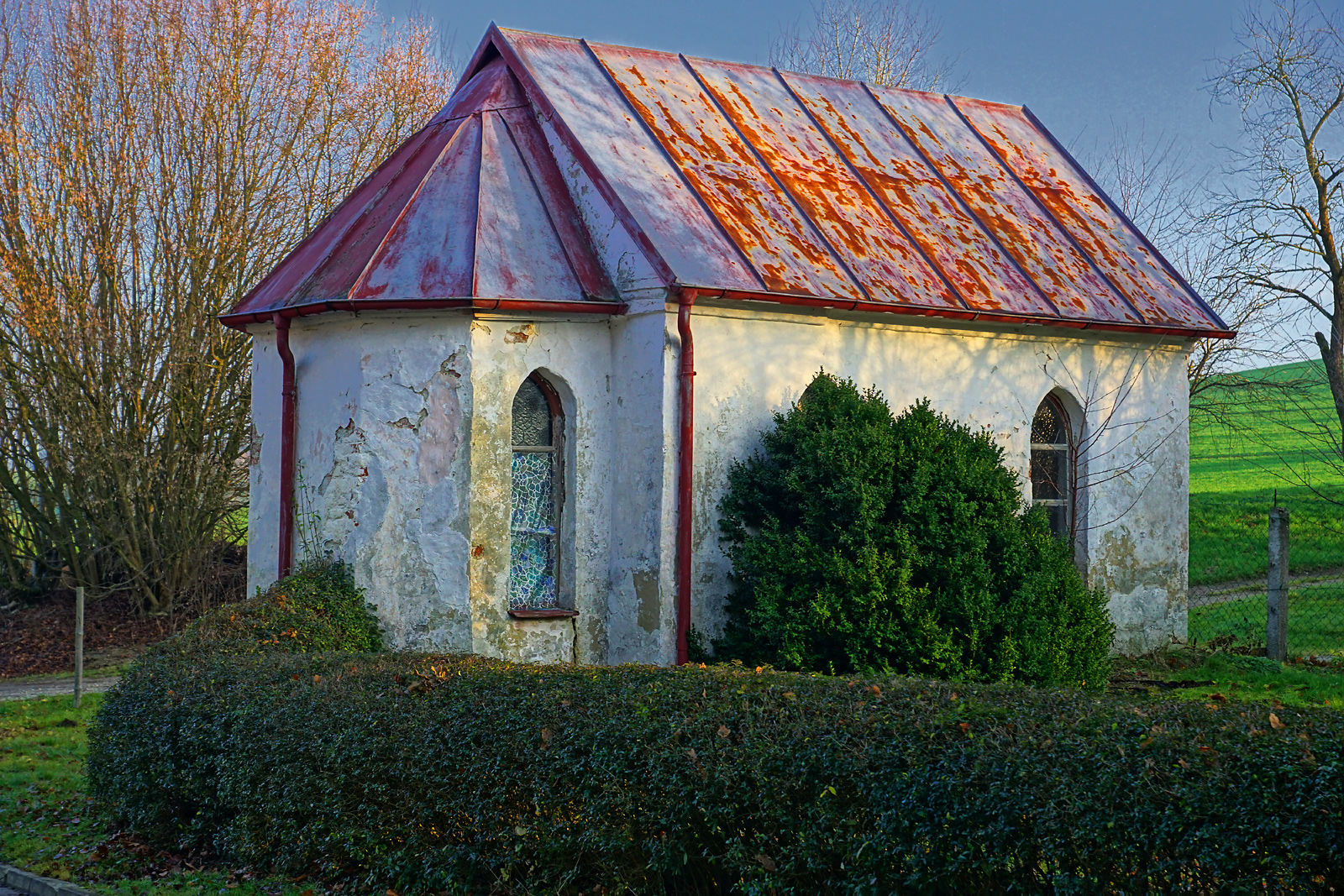
Mühlkapelle in Oberhandenzhofen

## Geographie
Oberhandenzhofen befindet sich etwa vier Kilometer südwestlich von Erdweg.

## Geschichte
Oberhandenzhofen wurde 820 als Anthadeshusir mit einer Kirche genannt. Die Mühle in Oberhandenzhofen an der Glonn ist schon seit über 800 Jahren beurkundet.

## Sehenswürdigkeiten
- Katholische Filialkirche St. Antonius: erbaut 1683–89;[1]
- Mühlkapelle: neugotisch, um 1870/90;[2]
- Waldkapelle St. Laurentius[3]